# Freddy Heß
Freddy Heß (* 7. März 1964) ist ein ehemaliger deutscher Fußballspieler.

## Karriere
Über den ASV Landau und Südwest Ludwigshafen kam Heß 1987 zum Zweitligisten SV Darmstadt 98. Dort spielte er sechs Jahre und kam als Stammspieler auf 221 Spiele (zehn Tore). In seiner ersten Saison beim SV Darmstadt erreichte er mit seinem Verein die Relegation zur Bundesliga. Gegen den Bundesliga-16. SV Waldhof Mannheim verlor man im entscheidenden Spiel mit 4:5 nach Elfmeterschießen.
Nach 1993 spielte er in der Regionalliga und Oberliga beim SV Edenkoben und SC Hauenstein, die er jeweils zeitweise auch als Spielertrainer betreute.
Weitere Trainerstationen waren unter anderem die Vereine TB Jahn Zeiskam, ASV Landau und ASV Durlach. Aktuell (2011/12) ist er Trainer des SV Rülzheim in der Bezirksliga Vorderpfalz.
Sein Sohn Sebastian ist ebenfalls Fußballspieler und war bereits in der Oberliga aktiv.

### Statistik
| Liga          | Spiele (Tore) |
| ------------- | ------------- |
| 2. Bundesliga | 218 (10)      |
| Regionalliga  | 103 (11)      |
| Wettbewerb    |               |
| DFB-Pokal     | 009 0(0)      |